# Hierodula modesta dentata
 Hierodula modesta dentata es una subespecie de mantis de la familia Mantidae.

## Distribución geográfica
Se encuentra en Sulawesi (Indonesia).